# Orde van de Stara Planina
De Orde van de Stara Planina "(Bulgaars:”Орден "Стара планина") werd op 4 augustus 1966 ingesteld.
De orde bestond dus al in de communistische periode. Na de val van het communistische regime werd deze orde aangehouden en het is nu de hoogste Bulgaarse ridderorde. De Stara Planina zijn de bergketen, ook wel Balkangebergte genoemd, die dwars door Bulgarije loopt.

## De communistische periode
De communistische orde kende drie graden, onderverdeeld in een militaire divisie met zwaarden aan de ring boven de ster en een civiele divisie voor burgers die alleen een kleine Bulgaarse leeuw boven hun ster droegen.
De ster heeft vijf smalle witgeëmailleerde punten en een medaillon met een groene ring met daarop cyrillische woorden en is op een tienpuntige gouden of zilveren ster gemonteerd.
Geheel in de Bulgaarse traditie was de derde klasse rood geëmailleerd.
Het lint was rozeachtig wit met een boventand in de kleuren van de Bulgaarse vlag en de onderscheiding werd door alle graden aan een lint om de hals gedragen.

## De moderne orde
De Orde van de Stara Planina is de hoogste onderscheiding van de Republiek Bulgarije,
De orde wordt uitgereikt aan Bulgaarse burgers, staatshoofden en regeringschefs, ministers, politici, activisten, personen die op het de cultuur werkzaam zijn, militairen en geestelijken die een bijzondere bijdrage aan de Bulgaarse republiek hebben geleverd. Vreemdelingen kunnen in de orde worden opgenomen. Staatshoofden en regeringschefs, ministers, politici, publieke figuren en personen die verdienstelijk hebben gemaakt voor de cultuur en een uitzonderlijke bijdrage aan de bilaterale relaties met Bulgarije hebben geleverd kunnen worden onderscheiden. Ook de ontwikkeling van de internationale samenwerking op het gebied van veiligheid en vrede tussen de naties en het beschermen van de mensenrechten en vrijheid worden genoemd als grond voor toekenning van de Orde van de Stara Planina.
Een bijzonder ereteken is de Orde van de Stara Planina zonder lint. Deze ster wordt op de borst gedragen. De ster wordt steeds samen met de Orde van de Stara Planina toegekend. In aanmerking komen staatshoofden en regeringschefs en in bijzondere gevallen ook Bulgaarse burgers. De ster wordt met of zonder zwaarden toegekend.
Ook ministers, diplomaten, politieke en sociale activisten, mensen die bezig zijn met cultuur, militairen, geestelijken, mensen die in de mediasector werken en zij die Bulgaarse en vreemde orden dragen worden met de ster gedecoreerd.
Van de Orde van de Stara Planina zonder lint bestaan twee graden, beiden in een uitvoering met de Zwaarden en een civiele uitvoering.

### Graden
- Tweede Graad (met of zonder de zwaarden)
- Eerste Graad (met of zonder de zwaarden)
- De Orde van de Stara Planina zonder lint IIe Graad (met of zonder de zwaarden)
- De Orde van de Stara Planina zonder lint Ie Graad (met of zonder de zwaarden)

### Versierselen
Het kleinood van de orde is een witte of rode ster met vijf punten. Deze ster is op een grotere zilverkleurige ster met tien gevorkt eindigende stralen gelegd. In het midden van de ster bevindt zich een rood of wit medaillon met daaronheen een groene ring. Als verhoging en verbinding met het lint is een kleine krans met daarin een gouden of zilveren leeuw gemonteerd. De gekruiste zwaarden zijn deel van de verhoging.
De ster van de IIe Klasse is rood geëmailleerd. Bij deze sterren is zilver gebruikt waar de sterren van de Ie Klasse verguld zijn. De sterren van de Ie Klasse en de grote sterren van de Orde van de Stara Planina zonder lint zijn wit geëmailleerd.
De grote, op de borst gedragen, ster is wit en is op een grotere gouden of vergulde ster met tien gevorkt eindigende stralen gelegd.
Bij de Orde van de Stara Planina zonder lint hoort ook een grootlint. Aan dat lint wordt een grote wit geëmailleerde gouden of vergulde vijfpuntige ster gedragen.
Het lint van de orde is wit met langs de linkerbies een brede wit-groen-rode streep.

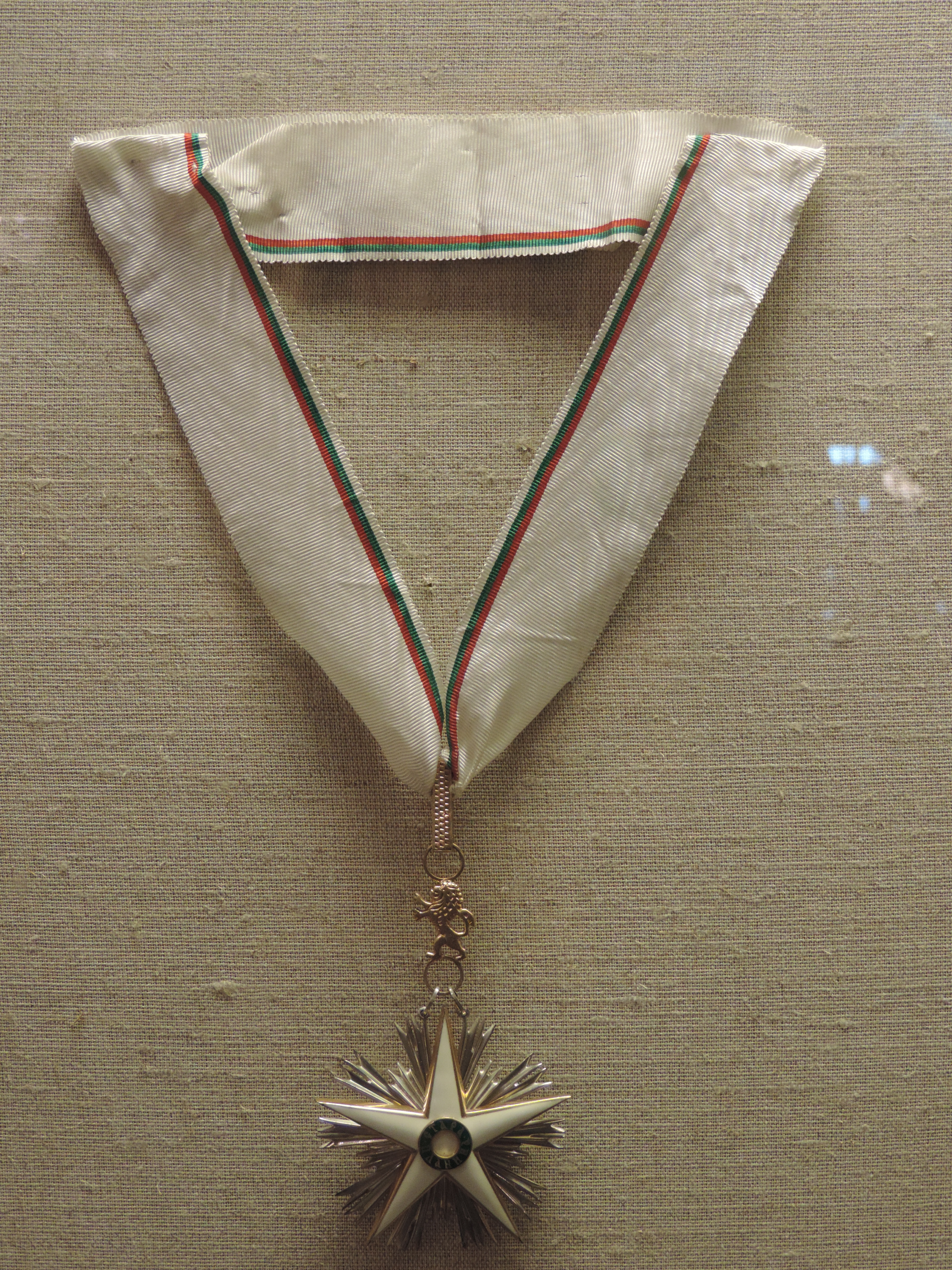
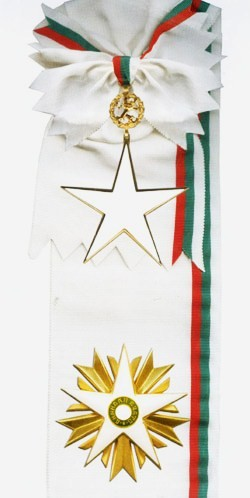